# Bernhard von Ernsdorfer
Bernhard Ernsdorfer, seit 1818 Ritter von Ernsdorfer, (* 20. August 1767 in Landshut; † 30. November 1836 in München) war ein deutscher Taubstummenlehrer.

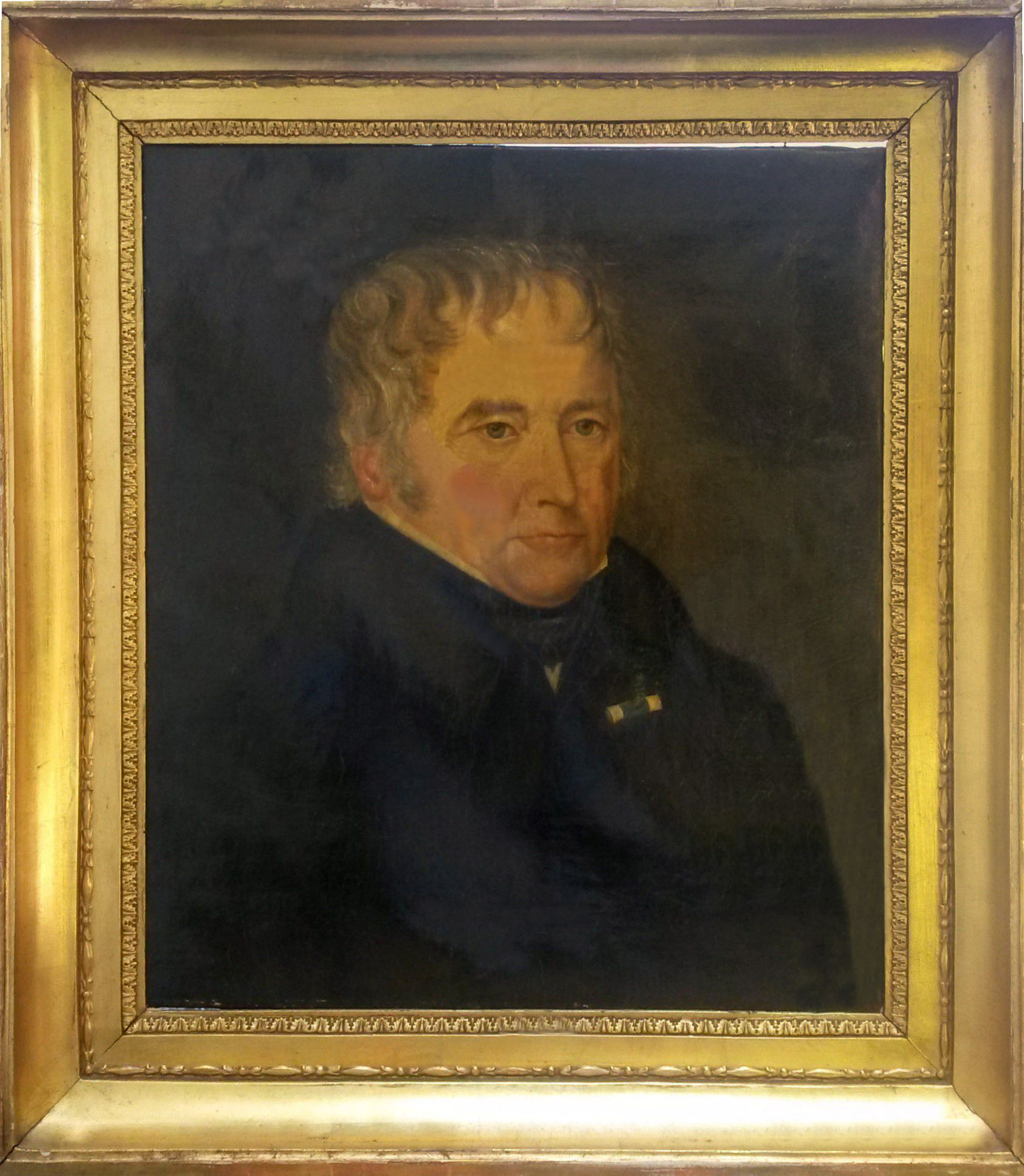
Ölgemälde, gemalt von Louise Königer (1801–1843), München 1836

## Leben
Bernhard Ernsdorfer wurde 1767 als Sohn eines Landshuter Stadtprocurators geboren. Nach dem Besuch des Gymnasiums von 1776 bis 1784 nahm er in Freising das Studium der Theologie auf. Diese Studien setzte er 1787 und 1788 in München fort und wurde danach in das Seminar der Bartholomäer in Ingolstadt aufgenommen. Am 3. Oktober 1790 erhielt er die Priesterweihe. Fünf Jahre lang diente er als Hilfspriester, bis er nach Freising als Lehrer der dortigen Normalschule gerufen wurde.
Anfang 1797 erhielt er den Auftrag, auf Kosten der kurfürstlich-bayerischen Regierung nach Wien zu reisen, um sich in dem dortigen kaiserlichen Taubstummeninstitut unter Leitung des Direktors Joseph May zum Taubstummenlehrer ausbilden zu lassen. Nach seiner Rückkehr nach München im Mai 1798 eröffnete er im St. Joseph-Spital eine Freischule für Taubstumme, die 1804 nach Freising in das Domdekanatsgebäude verlegt wurde und nach erneutem Umzug 1826 nach München sich Königliches Central-Taubstummen-Institut Freising-München nannte. Der Unterricht wurde nach der Wiener Methode erteilt. Dies bedeutete die Vermittlung und Anwendung von Schriftsprache, Gebärdensprache, Handalphabet und Lautsprache.
1817 wurde sein Institut zur „Musteranstalt“ erklärt. Zusätzlich erhielt er den Auftrag Taubstummenlehrer auszubilden, die dann in den Kreishauptstädten als Volksschullehrer auch Taubstumme unterweisen sollten. Dadurch wurde der Grund gelegt für die Gründung weiterer Taubstummenanstalten in Bayern.
Er veröffentlichte Schriften zur Sprachzeichenlehre und auf dem Gebiet der Psychologie. In seinen Jahresberichten, die an die kurfürstlichen Beamten verteilt wurden, fanden sich nicht nur seine Beiträge zur Geschichte des Instituts, sondern auch seine Darlegungen zur Taubstummenpädagogik (heute: Gehörlosenpädagogik).
Ernsdorfers Tätigkeit erfuhr besondere Würdigung. 1818 wurde er zum Ritter des Verdienstordens der Bayerischen Krone ernannt und damit in den persönlichen Adelsstand erhoben. 1820 berief ihn die Kgl. Akademie der Wissenschaften München zu ihrem korrespondierenden Mitglied, 1827 zum außerordentlichen Mitglied.
Am 30. November 1836 verstarb Ernsdorfer an Cholera, welche in München wütete. Seine Grabstelle (Mauer links Nr. 286) war im alten Südfriedhof München und ist seit 1863 aufgelöst (Stadtarchiv München, November 2024).
Der erste pfälzische Taubstummenlehrer Augustin Violet war einer seiner Schüler.

## Werke
- Über den Zweck öffentlicher Taubstummenanstalten. Freising 1814.
- Wie ist die Bildungsfähigkeit der Taubstummen zu beurtheilen. Freising 1816.